# Municipio de May/Smith
El municipio de May/Smith (en inglés: May/Smith Township) es un municipio ubicado en el condado de Laclede en el estado estadounidense de Misuri. En el año 2010 tenía una población de 1204 habitantes y una densidad poblacional de 7,57 personas por km².

## Geografía
El municipio de May/Smith se encuentra ubicado en las coordenadas 37°46′27″N 92°28′51″O / 37.77417, -92.48083. Según la Oficina del Censo de los Estados Unidos, el municipio tiene una superficie total de 159.08 km², de la cual 157.77 km² corresponden a tierra firme y (0.82%) 1.31 km² es agua.

## Demografía
Según el censo de 2010, había 1204 personas residiendo en el municipio de May/Smith. La densidad de población era de 7,57 hab./km². De los 1204 habitantes, el municipio de May/Smith estaba compuesto por el 95.68% blancos, el 0.17% eran afroamericanos, el 1.33% eran amerindios, el 0.5% eran asiáticos, el 0.08% eran isleños del Pacífico, el 0.42% eran de otras razas y el 1.83% pertenecían a dos o más razas. Del total de la población el 1.74% eran hispanos o latinos de cualquier raza.